# Królewo (gromada w powiecie malborskim)
Królewo – dawna gromada, czyli najmniejsza jednostka podziału terytorialnego Polskiej Rzeczypospolitej Ludowej w latach 1954–1972.
Gromady, z gromadzkimi radami narodowymi (GRN) jako organami władzy najniższego stopnia na wsi, funkcjonowały od reformy reorganizującej administrację wiejską przeprowadzonej jesienią 1954 do momentu ich zniesienia z dniem 1 stycznia 1973, tym samym wypierając organizację gminną w latach 1954–1972.
Gromadę Królewo z siedzibą GRN w Królewie utworzono – jako jedną z 8759 gromad na obszarze Polski – w powiecie malborskim w woj. gdańskim na mocy uchwały nr 21/III/54 WRN w Gdańsku z dnia 5 października 1954. W skład jednostki weszły obszary dotychczasowych gromad Klecie, Królewo, Krasnołęka i Janówka, ponadto miejscowość Kaczynos z dotychczasowej gromady Kaczynos oraz miejscowość Kraszewo z dotychczasowej gromady Kraszewo, ze zniesionej gminy Stare Pole w tymże powiecie. Dla gromady ustalono 11 członków gromadzkiej rady narodowej.
1 stycznia 1960 gromadę zniesiono, a jej obszar włączono do gromady Stare Pole w tymże powiecie.